# Xã Cedar Mills, Quận Meeker, Minnesota
Xã Cedar Mills (tiếng Anh: Cedar Mills Township) là một xã thuộc quận Meeker, tiểu bang Minnesota, Hoa Kỳ. Năm 2010, dân số của xã này là 460 người.